# Anton Moeliono
Anton M. Moeliono (21. Februar 1929 in Bandung – 25. Juli 2011 in Jakarta) war ein indonesischer Sprachwissenschaftler. Er ist bemerkenswert für seinen Beitrag zur Kodifizierung der indonesischen Sprache und Orthographie, und auch in der Bereich der indonesischen Terminologie.
1958 schloss er sein Grundstudium an der Fakultät für Literatur der Universität Indonesia ab. 1965 erhielt er seinen M.A.-Abschluss in allgemeiner Linguistik an der Cornell University. 1971 unternahm er ein Aufbaustudium Studium an der Universität Leiden. Er promovierte 1981 an der Universität von Indonesien. Seit 1982 war er dort Professor.

## Veröffentlichungen (Auswahl)
- Fonologi Bahasa Nias Utara (1958)
- On Grammatical Categories in Indonesian (1964)
- Edjaan Baru Bahasa Indonesia (1967)
- Bahasa Indonesia dan Pembakuannya: Suatu Tinjauan Linguistik (1969)
- Ciri-Ciri Bahasa Indonesia yang Baku (1976)
- Santun Bahasa (1984)
- Peranan Bahasa Pembangunan (1988)
- Pedoman Pengembangan Istilah (1988)